# Marienmünster
Marienmünster is een stad en gemeente in de Duitse deelstaat Noordrijn-Westfalen, gelegen in de Kreis Höxter. De gemeente telt 4.903 inwoners (31 december 2020) op een oppervlakte van 64,35 km². Naburige steden zijn onder andere Bad Driburg, Beverungen en Borgentreich. De gemeente is genoemd naar de gelijknamige voormalige benedictijner abdij. De hoofdplaats is Vörden.

## Plaatsen in de stad Marienmünster
- Altenbergen
- Born
- Bredenborn
- Bremerberg
- Eilversen
- Großenbreden
- Hohehaus
- Kleinenbreden
- Kollerbeck
- Löwendorf
- Münsterbrock
- Papenhöfen
- Vörden

## Afbeeldingen

Ortsteile van Marienmünster
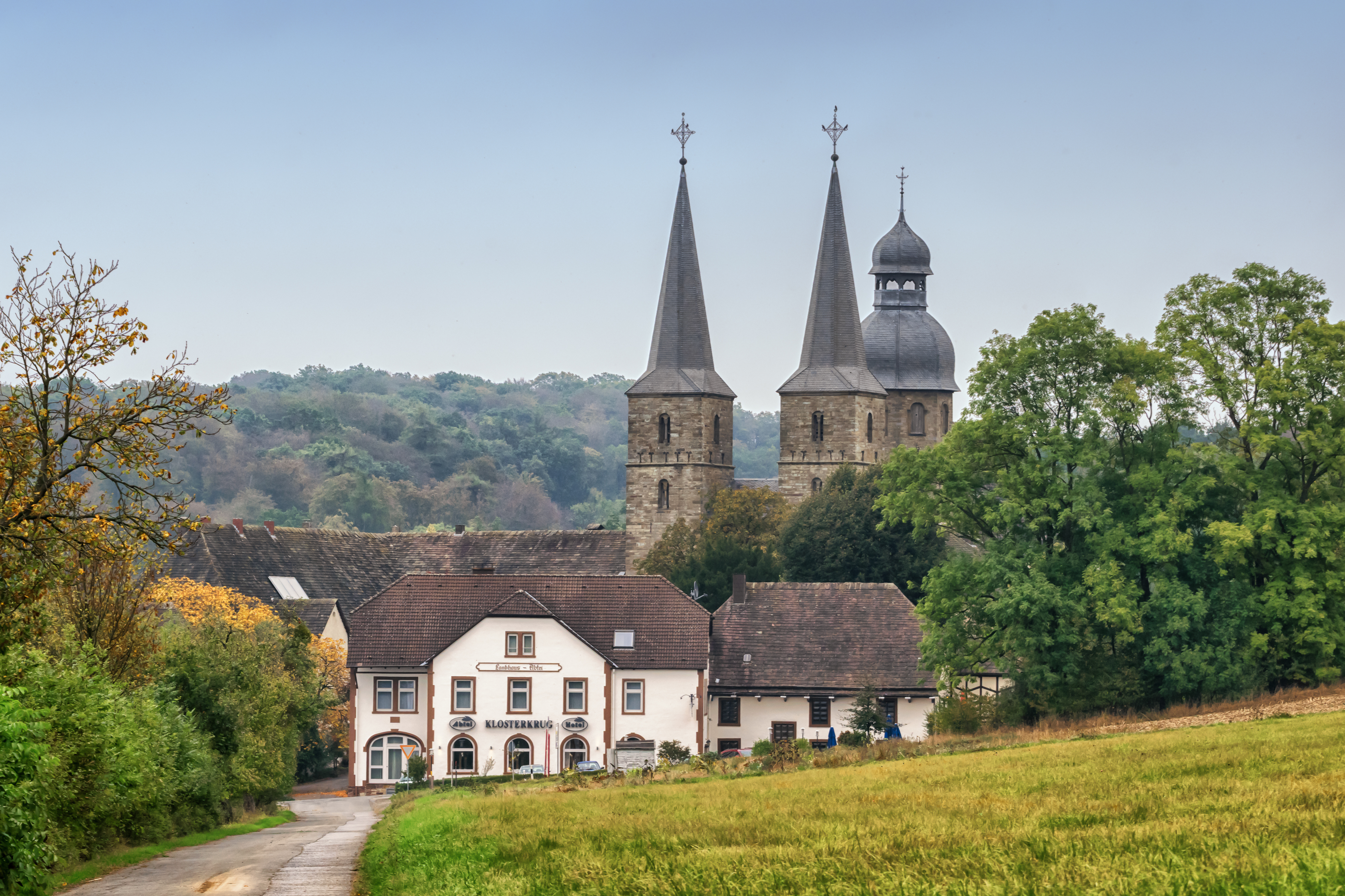
Abdij Marienmünster

Bad Driburg · Beverungen · Borgentreich · Brakel · Höxter · Marienmünster · Nieheim · Steinheim · Warburg · Willebadessen